# Episodi di The 100 (quinta stagione)
La quinta stagione della serie televisiva The 100, composta da tredici episodi, è stata trasmessa negli Stati Uniti dall'emittente The CW, dal 24 aprile al 7 agosto 2018.
In Italia la stagione viene trasmessa su Premium Action dal 25 settembre al 18 dicembre 2018. In chiaro viene trasmessa sul 20 dal 7 al 16 luglio 2020 nel day-time.
Gli antagonisti principali sono i disertori della navicella Eligius IV e Octavia Blake. 
| n° | Titolo originale    | Titolo italiano        | Prima TV USA   | Prima TV Italia   |
| -- | ------------------- | ---------------------- | -------------- | ----------------- |
| 1  | Eden                | Eden                   | 24 aprile 2018 | 25 settembre 2018 |
| 2  | Red Queen           | La regina rossa        | 1º maggio 2018 | 2 ottobre 2018    |
| 3  | Sleeping Giants     | Giganti dormienti      | 8 maggio 2018  | 9 ottobre 2018    |
| 4  | Pandora's Box       | Il vaso di Pandora     | 15 maggio 2018 | 16 ottobre 2018   |
| 5  | Shifting Sands      | Tempesta di sabbia     | 22 maggio 2018 | 23 ottobre 2018   |
| 6  | Exit Wounds         | Fori d'uscita          | 5 giugno 2018  | 30 ottobre 2018   |
| 7  | Acceptable Losses   | Perdite accettabili    | 19 giugno 2018 | 6 novembre 2018   |
| 8  | How We Get to Peace | Come otterremo la pace | 26 giugno 2018 | 13 novembre 2018  |
| 9  | Sic Semper Tyrannis | L'ascensione           | 10 luglio 2018 | 20 novembre 2018  |
| 10 | The Warrior Will    | Vinceranno i guerrieri | 17 luglio 2018 | 27 novembre 2018  |
| 11 | The Dark Year       | L'anno oscuro          | 24 luglio 2018 | 4 dicembre 2018   |
| 12 | Damocles, Part 1    | Damocles - I Parte     | 31 luglio 2018 | 11 dicembre 2018  |
| 13 | Damocles, Part 2    | Damocles - II Parte    | 7 agosto 2018  | 18 dicembre 2018  |

## Eden
- Titolo originale: Eden
- diretto da: Dean White
- scritto da: Jason Rothenberg

### Trama
Dopo l'ondata radioattiva, Clarke si ritrova sola e si mette in cerca di cibo e acqua, prima a Polis, poi ad Arkadia, fino ad arrivare alla Valle dell'Eden dove incontra una ragazzina, Madi. Sei anni dopo, le due hanno stabilito un rapporto e si aiutano per cercare di sopravvivere. Nello spazio, Raven, Emori, Monty, Harper, Murphy, Bellamy e Echo scorgono un'astronave diretta sulla Terra e cercano di mettersi in contatto. Clarke, dalla superficie, assiste all'atterraggio di un'astronave e ordina subito a Madi di andare a nascondersi nel suo rifugio segreto, ma due esploratori dell'astronave la trovano. Clarke quindi li uccide.
- Guest star: Adina Porter (Indra), Jarod Joseph (Nathan Miller), Luisa d'Oliveira (Emori), Chelsey Reist (Harper McIntyre), Sachin Sahel (Eric Jackson), Tati Gabrielle (Gaia), Ivana Miličević (Charmaine Diyoza), William Miller (Paxton McCreary), Jordan Bolger (Miles Shaw), Jessica Harmon (Niylah), Lola Flanery (Madi Griffin).
- Altri interpreti: Lina Renna (Madi da giovane), Paul Lazenby (Jenson), Philip Mitchell (Baines), Levi Zachary Dunford
- Ascolti USA: telespettatori 1.43 milioni - rating 18-49 anni 0.4%[6]

## La regina rossa
- Titolo originale: Red Queen
- diretto da: P.J.Pesce
- scritto da: Terri Hughes Burton

### Trama
Poco dopo Praimfaya, i delegati del clan discutono la punizione per un ladro. Kane e Abby sentono Clarke che bussa al bunker e quando cercano di aprirlo scoprono che è bloccato dalle macerie della torre di Polis. Alcuni ribelli del Popolo del Cielo tentando un colpo di stato e si asserragliano nella zona agricola, lasciando fuori il resto dei terrestri. Con l'aiuto di Jaha, Indra, Niylah e Gaia, Octavia risolve la situazione dimostrando di essere un leader capace. Quando alcuni terrestri mettono in dubbio la sua leadership, li uccide dicendo loro che o sono il Wonkru o sono nemici del Wonkru, finché tutti si inchinano davanti a lei. Dopo aver aperto la porta, Octavia, Kane e Abby si precipitano in aiuto di Jaha, pugnalato da un terrestre. Mentre Kane recita la preghiera del Popolo del Cielo, Jaha muore per le ferite. Come punizione per Kara e i coinvolti nella ribellione, Octavia ordina loro di combattere fino alla morte come i gladiatori nell'antica Roma. Kara emerge vittoriosa. Sei anni dopo, Octavia e i suoi consiglieri sorvegliano i guerrieri Wonkru che combattono fino alla morte nell'arena. Il gruppo successivo di combattenti viene portato dentro e Kane è tra loro.
- Guest star: Adina Porter (Indra), Sachin Sahel (Eric Jackson), Jarod Joseph (Nathan Miller), Tati Gabrielle (Gaia), Jessica Harmon (Niylah), Kyra Zagorsky (Kara Cooper).
- Ascolti USA: telespettatori 1.02 milioni - rating 18-49 anni 0.3%[7]

## Giganti dormienti
- Titolo originale: Sleeping Giants
- diretto da: Tim Scanlan
- scritto da: Aaron Ginsburg e Wade McIntyre

### Trama
Clarke e Madi si nascondono dall'equipaggio di Eligius, mentre Diyoza manda McCreary in sopralluogo. L'uomo cattura Clarke e la porta da Diyoza. Per far parlare Clarke, ordina ai suoi di sparare a vista. Clarke promette di dirle tutto. 
Raven e gli altri, sull'astronave, cercano un modo per raggiungere la Terra quando Echo trova un laboratorio di prigionieri congelati criogenicamente. Un prigioniero viene da remoto svegliato da Terra e attacca Bellamy, che lo uccide. Al fine di tenere i prigionieri congelati, Raven si offre di rimanere nello spazio. Bellamy obietta finché Raven gli dice di una capsula di salvataggio che può usare per andare sulla Terra. Bellamy, Echo, Monty, Harper ed Emori tornano sulla Terra per liberare Clarke mentre Murphy rimane indietro con Raven e scopre che non esiste una capsula di salvataggio. Gli uomini Eligius trovano Bellamy e gli altri, ma Madi li uccide e guida i ragazzi da Clarke. Arriva Bellamy, dicendo a Diyoza che 283 persone congelate saranno uccise se non rilasceranno Clarke.
- Guest star: Chelsey Reist (Harper McIntyre), Luisa d'Oliveira (Emori), Ivana Miličević (Charmaine Diyoza), William Miller (Paxton McCreary), Jordan Bolger (Miles Shaw), Lola Flanery (Madi Griffin).
- Altri interpreti: Joshua Murdoch (Prigioniero), Bob Frazer (Capitano Stevens), Colin Decker (Falk), Brad Kelly (Kodiak), Elfina Lunk (Rankin), Todd Scott (Prigioniero), Tommy Europe (Harris), Mike Kovac (Rabe)
- Ascolti USA: telespettatori 1.08 milioni - rating 18-49 anni 0.4%[8]

## Il vaso di Pandora
- Titolo originale: Pandora's Box
- diretto da: Dean White
- scritto da: Charmaine DeGrate

### Trama
Kane e altri tre residenti del bunker si stanno preparando per uno scontro mortale nell'arena.
Dopo un discorso di Gaia, i quattro prendono le rispettive armi e lo scontro inizia. Jackson intanto chiede a Miller se sa dove sia Abby.
Abby sembra essere stata imprigionata, batte continuamente contro la porta della sua stanza e chiede disperatamente di dire a Octavia che è stata colpa sua e non di Marcus.
Kane intanto viene ferito alla schiena dall'avversario e buttato a terra. Mentre il terrestre esulta trionfante, Marcus ne approfitta per ferirlo e ucciderlo. Octavia afferma che Marcus non ha ancora guadagnato la libertà e che dovrà combattere ancora il giorno seguente.
Bellamy, McCreary e Diyoza sono nell'Eden e stanno parlando con Shaw alla radio. Shaw riferisce loro che qualcuno ha bloccato l'accesso remoto alla stanza di criogenia e alle capsule. Ora che Bellamy ha l'attenzione di Diyoza i due stringono un patto. La donna accetta di aiutarlo ad aprire il bunker con l'aiuto dei suoi uomini in cambio della salvezza dei prigionieri crioconservati e della metà dell'Eden per potervi vivere.
Clarke viene salvata da Bellamy. I due si riuniscono dopo sei anni di separazione e l'uomo la mette a corrente del patto stipulato con Diyoza.
Nello spazio, Raven decide di controllare con chi hanno a che fare e guardando il profilo di Diyoza scopre che è una terrorista e che al momento del suo arresto era la criminale più ricercata al mondo.
Diyoza e i suoi uomini liberano tutte le persone all'interno del bunker ma il piano della donna è un altro: Diyoza prende con sé Abby (e Kane) in quanto ha bisogno di un medico per la sua gente ed informa i terrestri che il patto è saltato e che se vogliono rimanere al sicuro devono stare lontani dalla Valle.
- Guest star: Adina Porter (Indra), Jarod Joseph (Nathan Miller), Sachin Sahel (Eric Jackson), Tati Gabrielle (Gaia), Ivana Miličević (Charmaine Diyoza), William Miller (Paxton McCreary), Jordan Bolger (Miles Shaw), Kyra Zagorsky (Kara Cooper).
- Altri interpreti: Sean Owen Roberts (Wayne Szybanks), Seth Whittaker (avversario di Kane), Julia Dominczak (Cantante).
- Ascolti USA: telespettatori 1.08 milioni - rating 18-49 anni 0.3%[9]

## Tempesta di sabbia
- Titolo originale: Shifting Sands
- diretto da: Omar Madha
- scritto da: Nick Bragg

### Trama
Octavia ha deciso di far marciare la sua gente per reclamare la Valle. Le provviste scarseggiano e l'unico percorso che possono attraversare è il deserto, ma Clarke glielo sconsiglia a causa dei vari pericoli che esso nasconde, in primis le tempeste di sabbia, optando per un viaggio più lungo e sicuro, ma Octavia è irremovibile. Come previsto una tempesta di sabbia inizia a rallentare il Wonkru: inoltre, un branco di vermi parassiti li attacca, un terrestre viene ucciso e un verme entra nel braccio di Octavia, che viene salvata da Clarke.
Nel frattempo alla nave dei prigionieri, Diyoza sta testando le competenze mediche di Abby e la lealtà di Kane. McCreary invece sta torturando Raven per farle sbloccare i codici di lancio dei missili con la quale vuole bombardare il Wonkru. Raven però non ne sa nulla, infatti era stato Shaw a dire che la ragazza aveva bloccato il sistema, ma in realtà era stato proprio lui, per evitare la morte di Octavia e della sua gente. McCreary vuole uccidere Murphy per far parlare la ragazza, ma Shaw lo fa desistere e lo manda via con la scusa di essere lui stesso a volerla convincere a sbloccare i codici.
Raven escogita un piano in cui Shaw deve lasciare andare Murphy per avvertire il gruppo dell'attacco missilistico. Per evitare ogni sospetto, Shaw installa un collare con ricevitore e un localizzatore su Murphy. In questo modo Raven e il ragazzo lo potranno monitorare mentre fingono di lavorare ai codici di lancio.
Il rover con all'interno Monty, Echo e Madi spiega al Wonkru cosa sta succedendo in modo da prepararli all'attacco missilistico. Shaw finalmente lancia i missili, ma la gente di Octavia sopravvive grazie all'avvertimento di Monty e fanno ritorno al bunker. Diyoza però sa bene che sono sopravvissuti e rimane sorpresa dalla fedeltà che i terrestri ripongono in Octavia; la donna inizia a confidarsi con Kane e cerca di portarlo dalla sua parte.
- Guest star: Adina Porter (Indra), Jarod Joseph (Nathan Miller), Luisa d'Oliveira (Emori), Chelsey Reist (Harper McIntyre), Sachin Sahel (Eric Jackson), Ivana Miličević (Charmaine Diyoza), William Miller (Paxton McCreary), Jordan Bolger (Miles Shaw), Kyra Zagorsky (Kara Cooper), Lola Flanery (Madi Griffin), Mike Dopud (Michael Vinson).
- Altri interpreti: Christopher Jordan Judge (Obika), Neil Webb (Guerriero Wonkru).
- Ascolti USA: telespettatori 0.94 milioni - rating 18-49 anni 0.3%[10]

## Fori d'uscita
- Titolo originale: Exit Wounds
- diretto da: Michael Blundell
- scritto da: Drew Lindo

### Trama
Octavia è scioccata nello scoprire che Bellamy e Echo stanno insieme. Bellamy prova a far capire alla sorella che Echo è cambiata, ma Octavia non vuole sentire ragioni e dà ventiquattro ore di tempo alla ragazza per andarsene, altrimenti dovrà affrontare qualcuno nell'arena.
Diyoza, grazie a un suggerimento di Kane, offre a chiunque lo voglia un posto nella Valle, purché dichiari la propria resa. Nel frattempo Monty sta studiando un modo per bloccare il segnale della Eligius con la quale Diyoza riesce a monitorare gli spostamenti del Wonkru e crea un programma che potrebbe funzionare se installato all'interno della navicella di Diyoza. Echo, vedendola come un'opportunità, si offre volontaria per andare a consegnare la micro USB a Raven e in questo modo potrebbe anche fare la spia dall'interno.
Octavia è d'accordo: ordina ai suoi soldati di abbassare le armi per permettere ad Echo di andare, ma proibisce al fratello di unirsi a lei, poiché Diyoza non crederebbe mai che Bellamy si sia ribellato alla propria sorella. Tuttavia, sulla strada verso la navicella, Kara inizia a sparare ai disertori. Echo e pochi altri si mettono in salvo sulla navicella, Bellamy furioso affronta la sorella la quale gli dice di aver promesso solo di non uccidere Echo ma, se non avesse attaccato i disertori, Diyoza si sarebbe insospettita.
Alla Valle, Murphy ed Emori hanno trovato rifugio in una grotta che disturba il segnale del tracciatore di Murphy. Emori riesce finalmente a rimuovere il collare del ragazzo e i due ne approfittano per parlare della loro relazione. Si scopre che è stato Murphy ad allontanarla in quanto era geloso del troppo tempo che Emori passava insieme a Raven.
Nel frattempo Clarke mente a Octavia e ai terrestri dicendo che Madi è una Sanguenero artificiale ed è questa la ragione per cui è sopravvissuta al Praimfaya. In realtà, se si scoprisse che Madi è davvero una Sanguenero ci sarebbe uno scontro di potere e i terrestri farebbero di tutto per metterla al posto di Octavia. Sfortunatamente, Gaia e Niylah sanno della bugia della ragazza e Clarke le implora di non fare nulla che possa mettere in pericolo Madi. Per salvare quest'ultima, Clarke decide di disertare e fuggire con la bambina, ma quest'ultima ha da ridire poiché Diyoza potrebbe uccidere Clarke e quindi scappa per andare da Octavia. Clarke, credendola in pericolo, la segue e scopre che Octavia ha preso in simpatia Madi e, con una cerimonia, la fa entrare ufficialmente nel Wonkru. Octavia annuncia che dal giorno seguente inizierà l'addestramento di Madi e promette a Clarke di proteggere sia Madi che il segreto che custodisce.
- Guest star: Jarod Joseph (Nathan Miller), Luisa d'Oliveira (Emori), Chelsey Reist (Harper McIntyre), Tati Gabrielle (Gaia), Ivana Miličević (Charmaine Diyoza), William Miller (Paxton McCreary), Jessica Harmon (Niylah), Kyra Zagorsky (Kara Cooper), Lola Flanery (Madi Griffin).
- Altri interpreti: Jenna Berman (Karina), Albert Nicholas (Cosser), David Lennon (Tarik), Elfina Luk (Rankin), Daryl Ducharme (Dexter), Glynis Davies (Elderly Azgeda), Teana-Marie Smith, Adam Kelliher.
- Ascolti USA: telespettatori 0.92 milioni - rating 18-49 anni 0.3%[11]

## Perdite accettabili
- Titolo originale: Acceptable Losses
- diretto da: Mairzee Almas
- scritto da: Jeff Vlaming

### Trama
Monty e Clarke scoprono che Octavia sta allevando dei vermi per usarli in guerra: non essendo d'accordo con l'iniziativa i due, insieme ad Indra, parlano con Octavia per farle cambiare idea, invano.
Nel mentre Madi in un combattimento mostra tutta la sua forza e Octavia decide di nominarla suo secondo.
Abby scopre che Diyoza è incinta, mentre Echo e Raven riescono ad oscurare l'occhio nel cielo. Poi Clark chiama Diyoza e le chiede cosa vuole in cambio per poter vivere tutti insieme nell'eden: lei risponde che vuole la resa incondizionata del Wonkru.
- Guest star: Adina Porter (Indra), Chelsey Reist (Harper McIntyre), Tati Gabrielle (Gaia), Ivana Miličević (Charmaine Diyoza), Jordan Bolger (Miles Shaw), Kyra Zagorsky (Kara Cooper), Lola Flanery (Madi Griffin).
- Altri interpreti: Jenna Berman (Karina), David Lennon (Tarik), St.John Myers (Ethan Hardy), Albert Nicholas (Cosser), Ally Kaczynski, Russ Watson, Ian Nsenga.
- Ascolti USA: telespettatori 0.83 milioni - rating 18-49 anni 0.3%[12]

## Come otterremo la pace
- Titolo originale: How We Get to Peace
- diretto da: Antonio Negret
- scritto da: Lauren Muir

### Trama
Nella grotta, Murphy ed Emori hanno McCreary in ostaggio e cercano un accordo con Diyoza, inutilmente. Murphy, visto il responso sulle trattative di Diyoza, fa un patto con McCreary: lui ed Emori si fingeranno prigionieri per liberare Raven.
La guerra è ormai vicina, Clarke e Bellamy decidono di sacrificare Cooper per convincere Octavia a non andare in guerra, non sapendo che Octavia intendeva in realtà usare le uova dei vermi, che aveva già caricato sul rover. Scoperto quello che doveva sembrare un incidente a Cooper, Octavia fa imprigionare Clarke. Bellamy si reca dalla sorella per cercare di persuaderla, ma Octavia gli risponde che non intende salvare un'altra traditrice della quale lui è innamorato. In realtà Bellamy, con la scusa di dividere un biscotto, droga Octavia con le alghe liquide di Monty per cercare di salvare Clarke e impedire la guerra.
Nel frattempo Raven, aiutando Abby nella cura dei minatori, scopre la sua dipendenza dai medicinali che le dà Diyoza.
- Guest star: Adina Porter (Indra), Jarod Joseph (Nathan Miller), Luisa d'Oliveira (Emori), Chelsey Reist (Harper McIntyre), Ivana Miličević (Charmaine Diyoza), William Miller (Paxton McCreary), Jordan Bolger (Miles Shaw), Kyra Zagorsky (Cara Cooper), Lola Flanery (Madi Griffin), Mike Dopud (Michael Vinson)
- Altri interpreti: Albert Nicholas (Cosser), Barbara Beall (Brell), Jeremy Jones (Robert), Darien Martin (Guardia).
- Ascolti USA: telespettatori 0.73 milioni - rating 18-49 0.2%[13]

## L'ascensione
- Titolo originale: Sic Semper Tyrannis
- diretto da: Ian Samoil
- scritto da: Miranda Kwok

### Trama
Dopo aver avvelenato Octavia, Bellamy informa Indra e Clarke. Gli altri credono che sia soltanto malata, e cercano di guarirla.
Nel frattempo, non riuscendo ad approfittare della mancanza di un leader, né a conquistare la fiducia del Wonkru, Indra e Bellamy, con la complicità di Gaia, decidono di far ascendere Madi, ultima Sanguenero, e di farla diventare comandante. Clarke è contraria ma, prigioniera, non può fare niente per impedirlo. Durante la chiamata all'ascensione Octavia si sveglia, ma Indra la costringe a letto e le impedisce di chiedere aiuto. Tuttavia, Clarke riesce a liberarsi e arriva da Octavia, con la quale si accorda, pur di non far ascendere la bambina. Arrivate da lei, però, non è più possibile separare la fiamma da Madi senza rischiare che muoia, e per questo motivo Octavia allontana Clarke e la bambina. Bellamy, Indra e Gaia vengono arrestati per combattere nell'arena, mentre un uomo di Octavia cerca di uccidere, a tradimento, Clarke e Madi. La bambina però si risveglia e, grazie alla fiamma, riesce a riconoscerlo e a ottenere la sua fiducia, salvando la vita di entrambe. 
Nella Valle, Murphy, insieme agli altri, provoca una rivolta dicendo a McCreary che Diyoza ha una cura e glielo sta nascondendo. Diyoza riesce a scappare, mentre Abby è presa prigioniera.
- Guest star: Adina Porter (Indra), Jarod Joseph (Nathan Miller), Luisa d'Oliveira (Emori), Sachin Sahel (Eric Jackson), Tati Gabrielle (Gaia), Ivana Miličević (Charmaine Diyoza), William Miller (Paxton McCreary), Jordan Bolger (Miles Shaw), Jessica Harmon (Niylah), Lola Flanery (Madi Griffin), Mike Dopud (Michael Vinson).
- Altri interpreti: Barbara Beall (Brell), Jeremy Jones (Robert), Seth Whittaker (Guerriero Wonkru), Raresh DiMofte (Joroum), Ian Rozylo (Guardia di Diyoza).
- Ascolti USA: telespettatori 0.89 milioni - rating 18-49 anni 0.3%[14]

## Vinceranno i guerrieri
- Titolo originale: The Warrior Will
- diretto da: Henry Ian Cusick
- scritto da: Julie Benson e Shawna Benson

### Trama
L’esercito di Octavia non vuole più partire, poiché non ritiene più necessaria una guerra. Dopo l’ascensione di Madi, Octavia perde potere: decide quindi di far combattere Indra, Bellamy e Gaia nell'arena, per ricordare al popolo cosa succede se ci si mette contro i Wonkru. Prima però confida a Bellamy i punti deboli di Indra. Quest'ultima dice a Octavia che è disposta a sacrificarsi e che chi avrà salva la vita nell'arena sarà Gaia. 
Monty ferma il combattimento nell'arena rivelando a tutti di essere riuscito a riattivare la fattoria idroponica, così da poter alimentare il Wonkru senza dover combattere una guerra. Ma Octavia, ormai accecata dalla sete di potere, brucia le riserve alimentari costringendo i Wonkru a marciare in guerra verso la Valle.
Nel frattempo, Madi e Clarke tornano alla Valle per accordarsi con Diyoza. Durante il tragitto Clarke distrugge le uova dei vermi di Octavia, mentre Madi inizia ad avere i ricordi dei precedenti comandanti, quale l’uccisione sul rogo di Becca.
- Guest star: Adina Porter (Indra), Jarod Joseph (Nathan Miller), Chelsey Reist (Harper McIntyre), Tati Gabrielle (Gaia), William Miller (Paxton McCreary), Lola Flanery (Madi Griffin), Mike Dopud (Michael Vinson), Erica Cerra (Becca).
- Altri interpreti: Barbara Beall (Brell), Albert Nicholas (Cosser), Stew McLean (Guardia di McCreary), Darian Martin (Guardia), Jesse Stretch (Guardia Wonkru), Michael Patric (Nash), Monique Ganderton (Aurora Blake).
- Ascolti USA: telespettatori 0.86 milioni - rating 18-49 anni 0.2%[15]

## L'anno oscuro
- Titolo originale: The Dark Year
- diretto da: Alex Kalymnios
- scritto da: Heidi Cole McAdams

### Trama
Clarke riesce ad aiutare Abby a resistere alla crisi di astinenza, mentre Madi continua a essere in disaccordo con lei nell'aiutare McCreary e i suoi nella guerra contro Octavia e il Wonkru. La ragazzina tenta di ucciderlo per mettere fine al conflitto, ma Clarke la ferma. Nel frattempo Octavia, Bellamy, Indra, Monty, Harper e il resto del Wonkru stanno marciando verso la Valle Profonda. Mentre Kane e Diyoza, che ha capito che McCreary sta usando la strategia militare scritta da lei per sterminare il Wonkru, rimangono nella grotta, gli altri, guidati da Echo, raggiungono il fiume ghiacciato, una delle tre vie d'accesso alla valle e, dopo essere stati salvati da Shaw, informano Bellamy dei piani di McCreary e fanno scorta di armi. Questi riferisce i nuovi sviluppi alla sorella che, insieme a Indra, prepara un nuovo piano d'attacco. 
Dai ricordi di Octavia, Abby e Kane, si scopre cosa ha causato e cosa è successo durante l'Anno Oscuro: la perdita delle coltivazioni di soia ha costretto il Wonkru a nutrirsi dei cadaveri dei prigionieri morti nella Fossa. Octavia, inizialmente riluttante, è stata convinta da Abby a togliere il diritto di scegliere se diventare cannibali o meno ai membri del Wonkru e a rendere la resistenza al cannibalismo un reato. Dopo aver visto Octavia uccidere alcuni riluttanti, Kane ha ceduto al cannibalismo, e con lui i suoi seguaci. L'Anno Oscuro ha, quindi, reso Octavia la Blodreina senza pietà del presente. 
La notte prima del combattimento, Bellamy convince Monty a non partecipare alla battaglia, promettendogli di riunirsi a tutti gli altri, diventati ormai la loro famiglia. Nei boschi, Echo ed Emori ripassano il piano, mentre Raven bacia Shaw.
Nel frattempo, McCreary viene raggiunto da Diyoza e Kane che lo informano di essere ormai caduto nella trappola del Wonkru, a conoscenza dei suoi piani, e di poterlo aiutare a vincere la guerra.
- Guest star: Adina Porter (Indra), Jarod Joseph (Nathan Miller), Luisa d'Oliveira (Emori), Chelsey Reist (Harper McIntyre), Sachin Sahel (Eric Jackson), Ivana Miličević (Charmaine Diyoza), William Miller (Paxton McCreary), Jordan Bolger (Miles Shaw), Jessica Harmon (Niylah), Kyra Zagorsky (Kara Cooper), Lola Flanery (Madi Griffin).

- Altri interpreti: Barbara Beall (Brell), St.John Myers (Ethan Hardy), David Lennon (Tarik), AJ Simmons (Anamay), Dagan Nish (Kahlan), Max Montesi (Lindo), Justin Turnbull.
- Ascolti USA: telespettatori 0.85 milioni - rating 18-49 anni 0.3%[16]

## Damocles - I Parte
- Titolo originale: Damocles, Part 1
- diretto da: Dean White
- scritto da: Justine Juel Gillmer

### Trama
Murphy, Raven ed Echo, in accordo con Bellamy, operano un'imboscata ai guerrieri di McCreary, che però, informato da Diyoza e Kane, ha preparato a sua volta una trappola al clan di Octavia, la quale resta ferita insieme al fratello. Raven e Shaw vengono catturati e consegnati a McCreary, il quale vuole sfruttare le conoscenze di Shaw per lanciare un missile sul clan Wonkru.
Madi rivela a Clarke che le continue visioni che ha sono dei moniti fondamentali per Clarke affinché capisca che Madi deve comandare i Wonkru. A riprova di questo, Madi ricorda a Clarke uno degli errori più grandi commessi da Lexa che, pur di ottenere la liberazione degli ostaggi del proprio popolo, ha abbandonato Clarke e la sua gente agli Uomini della Montagna. Non volendo che questo rimorso attanagli allo stesso modo Clarke, la invita a non commettere lo stesso errore. Questa consapevolezza porta Clarke a scontrarsi con gli uomini di McCreary, così che Echo e Madi possano salvare Bellamy, Indra, Octavia e la loro gente. Gaia è in fin di vita e, quando Octavia sta per essere uccisa, arrivano Murphy e gli altri con il rover, alla cui guida vi è proprio Madi.
- Guest star: Adina Porter (Indra), Jarod Joseph (Nathan Miller), Luisa d'Oliveira (Emori), Chelsey Reist (Harper McIntyre), Sachin Sahel (Eric Jackson), Tati Gabrielle (Gaia), Ivana Miličević (Charmaine Diyoza), William Miller (Paxton McCreary), Jordan Bolger (Miles Shaw), Jessica Harmon (Niylah), Lola Flanery (Madi Griffin), Mike Dopud (Michael Vinson).
- Altri interpreti: Barbara Beall (Brell), St.John Myers (Ethan Hardy), Sean Tyson (Prigioniero), Max Montesi (Lindo).
- Ascolti USA: telespettatori 0.88 milioni - rating 18-49 anni 0.3%[17]

## Damocles - II Parte
- Titolo originale: Damocles, Part 2
- diretto da: Dean White
- scritto da: Jason Rothenberg

### Trama
Bellamy, Madi, Octavia, Gaia, Indra ed Echo ritornano nell'accampamento dei Wonkru. Octavia si sottomette pubblicamente a Madi e quest'ultima, consultando i precedenti comandanti con l'aiuto di Gaia, escogita una strategia per prendere la gola ed entrare nella Valle. Clarke libera Diyoza e tiene in ostaggio la bambina non ancora nata di lei e di McCreary, impedendo così che quest'ultimo utilizzi i missili contro il Wonkru. Grazie al piano di Madi, intanto, il gruppo di Bellamy entra liberamente nella gola tramite il rover e abbatte le difese nemiche aprendo così la strada all'esercito.
Bellamy convince Madi a risparmiare il resto del gruppo di McCreary. Quest'ultimo nel frattempo innesca un protocollo che distruggerà la Valle. Per salvarsi dall'ultima catastrofe sulla Terra l'unico modo è utilizzare la nave da trasporto e dirigersi nello spazio verso la nave madre Eligius. Non essendoci però risorse sufficienti, decidono tutti di entrare nel sonno criogenico per 10 anni, tempo stimato perché la Terra torni di nuovo abitabile. Clarke e Bellamy sono i primi a svegliarsi e vengono salutati da un ragazzo di nome Jordan, figlio di Harper e Monty, che li informa che in realtà sono passati 125 anni. Il ragazzo mostra loro una serie di video-diari registrati da Monty e Harper (che avevano deciso di vivere da soli sulla nave), in cui Monty fornisce aggiornamenti sulle condizioni della Terra, le loro vite e il loro figlio. Con il passare degli anni, era diventato chiaro che la Terra non si sarebbe ripresa, così Monty ha messo a dormire anche suo figlio. Nell'ultimo video Monty dice che Harper è morta a causa della stessa malattia genetica del padre. Inoltre, dopo averci provato per più di 30 anni, Monty è riuscito a decifrare i dati di Eligius III scoprendo un nuovo pianeta nel quale poter iniziare delle nuove vite, e ha impostato le coordinate per raggiungerlo in circa 75 anni.
Bellamy e Clarke guardano fuori dalla finestra della nave verso il nuovo pianeta, sperando che questa volta le cose andranno diversamente.
- Guest star: Adina Porter (Indra), Jarod Joseph (Nathan Miller), Luisa d'Oliveira (Emori), Chelsey Reist (Harper McIntyre), Sachin Sahel (Eric Jackson), Tati Gabrielle (Gaia), Ivana Miličević (Charmaine Diyoza), William Miller (Paxton McCreary), Jordan Bolger (Miles Shaw), Jessica Harmon (Niylah), Lola Flanery (Madi Griffin), Shannon Kook (Jordan Green).
- Altri interpreti: Barbara Beall (Brell), David Coles (Kuba), Corey Schmitt (Prigioniero), Hugo Raymundo (Hugo), Virgil Davies (Virgil), Neal Kai Chung (Jordan da neonato).
- Ascolti USA: telespettatori 0.99 milioni - rating 18-49 anni 0.3%[18]